# Férfi 100 méteres mellúszás az 1974-es úszó-Európa-bajnokságon
Az  1974-es úszó-Európa-bajnokságon a férfi 100 méteres mellúszás selejtezőit augusztus 19-én tartották. A döntőt augusztus 20-án rendezték. A versenyszámban 23-an indultak. A győztes a szovjet Nyikolaj Pankin lett. A magyar induló Szabó Sándor a 15. helyen végzett.

## Rekordok
|              | Név            | Nemzet      | Idő     | Helyszín | Dátum               |
| ------------ | -------------- | ----------- | ------- | -------- | ------------------- |
| Világcsúcs   | John Hencken   | USA         | 1:04,02 | Belgrád  | 1973. szeptember 4. |
| Európa-csúcs | Mihail Hrjukin | Szovjetunió | 1:04,61 | Belgrád  | 1973. szeptember 4. |

A versenyen új rekord született:
| Európa-bajnoki csúcs | selejtező | Nyikolaj Pankin | Szovjetunió | 1:06,13 | Bécs, Ausztria | augusztus 19. |
| Európa-bajnoki csúcs | döntő     | Nyikolaj Pankin | Szovjetunió | 1:05,63 | Bécs, Ausztria | augusztus 20. |

## Eredmények
A rövidítések jelentése a következő:
| - Q: továbbjutás időeredmény alapján - ECR: Európa-bajnoki rekord | - WR: világ rekord - ER: Európa-rekord | - NR: országos rekord |

### Selejtezők
| Helyezés | Futam | Név                | Nemzet             | Idő     | Megj.  |
| -------- | ----- | ------------------ | ------------------ | ------- | ------ |
| 1        | 3     | Nyikolaj Pankin    | Szovjetunió        | 1:06,13 | Q, ECR |
| 2        | 3     | Bernard Combet     | Franciaország      | 1:06,39 | Q      |
| 3        | 3     | Thomas Pähr        | NSZK               | 1:07,22 | Q      |
| 4        | 1     | David Leigh        | Egyesült Királyság | 1:07,27 | Q      |
| 5        | 2     | Wolfram Sperling   | NDK                | 1:07,68 | Q      |
| 6        | 4     | Walter Kusch       | NSZK               | 1:07,69 | Q      |
| 7        | 4     | Ove Wisløff        | Norvégia           | 1:07,76 | Q      |
| 8        | 3     | Steffen Kriechbaum | Ausztria           | 1:07,91 | Q      |
| 9        | 4     | Mihail Hrjukin     | Szovjetunió        | 1:08,10 |        |
| 10       | 2     | Glen Christansen   | Svédország         | 1:08,44 |        |
| 11       | 2     | Andrzej Spławiński | Lengyelország      | 1:08,66 |        |
| 12       | 1     | Giancarlo Mauro    | Olaszország        | 1:08,97 |        |
| 13       | 3     | Zdravko Divjak     | Jugoszlávia        | 1:09,01 |        |
| 14       | 1     | Jürgen Glas        | NDK                | 1:09,09 |        |
| 15       | 2     | Szabó Sándor       | Magyarország       | 1:09,10 |        |
| 16       | 1     | Tuomo Kerola       | Finnország         | 1:09,26 |        |
| 17       | 4     | Jacques Guy        | Franciaország      | 1:09,66 |        |
| 18       | 1     | Gilberto Gilberti  | Olaszország        | 1:09,80 |        |
| 19       | 4     | Stefan Andersson   | Svédország         | 1:10,19 |        |
| 20       | 3     | Rudi Vingerhoets   | Belgium            | 1:10,44 |        |
| 21       | 4     | Ernst May          | Ausztria           | 1:10,65 |        |
| 22       | 1     | Carlos Oliveira    | Portugália         | 1:14,68 |        |
| 23       | 2     | David Wilkie       | Egyesült Királyság | 1:14,79 |        |

### Döntő
| Helyezés | Név                | Nemzetiség         | Idő     | Megj. |
| -------- | ------------------ | ------------------ | ------- | ----- |
|          | Nyikolaj Pankin    | Szovjetunió        | 1:05,63 | ECR   |
|          | Walter Kusch       | NSZK               | 1:06,04 |       |
|          | David Leigh        | Egyesült Királyság | 1:06,17 |       |
| 4        | Bernard Combet     | Franciaország      | 1:06,49 |       |
| 5        | Ove Wisløff        | Norvégia           | 1:07,38 |       |
| 6        | Steffen Kriechbaum | Ausztria           | 1:07,85 |       |
| 7        | Wolfram Sperling   | NDK                | 1:08,02 |       |
| 7        | Thomas Pähr        | NSZK               | 1:08,02 |       |